# ISoundtrack II: Music from and Inspired by the Hit TV Show
iSoundtrack II: Music from and Inspired by the Hit TV Show Es la segunda banda sonora oficial de la comedia de situación estadounidense de Nickelodeon, iCarly. Su lanzamiento fue el 24 de enero de 2012 como la segunda banda sonora de iCarly. A diferencia de la primera banda sonora que fue producida por Backhouse Mike, esta fue producida por Dr. Luke.

## Lista de canciones
En total son 6 canciones de Miranda Cosgrove las cuales son su segundo sencillo Dancing Crazy, además del Remix de Billboard de la canción Leave It All to Me; más la versión acústica de Shakespeare y tres canciones nuevas las cuales son Million Dollars, All Kinds of Wrong y por última la colaboración con el elenco de iCarly compartida con el resto del elenco; la cual es Coming Home.
Cuenta también con la colaboraciones de Jennette McCurdy (Generation love), Kesha (Blow), Katy Perry (Hot N Cold), Leona Lewis (I Will Be), Black Kids (I'm Not Gonna Teach Your Boyfriend How to Dance With You), The Ting Tings (That's Not My Name) y Taio Cruz (Dynamite).
| N.º   | Título                                                     | Escritor(es)                                                                 | Artista(s)                      | Duración |  |
| 1.    | «Dancing Crazy»                                            | Shellback, Max Martin, Avril Lavigne                                         | Miranda Cosgrove                | 3:40     |  |
| 2.    | «Million Dollars»                                          | Andrew Bolooki, Jacob Kasher Hindlin, Philip Paul Shaouy, Emily Wright       | Miranda Cosgrove                | 3:35     |  |
| 3.    | «Coming Home»                                              | Shawn Carter, Jermaine Cole, Sean Combs, Alexander Grant, Holly Hafermann    | iCarly Cast                     | 2:51     |  |
| 4.    | «Generation Love»                                          | Tom Douglas, Heather Morgan, Ross Copperman                                  | Jennette McCurdy                | 3:37     |  |
| 5.    | «Dynamite»                                                 | Lukasz Gottwald, M. Martin, B. Levin, B. McKee                               | Taio Cruz                       | 3:23     |  |
| 6.    | «All Kinds of Wrong»                                       | Lukasz Gottwald, Claude Kelly, Emily Wright                                  | Miranda Cosgrove                | 3:35     |  |
| 7.    | «That's Not My Name»                                       | Julian De Martino, Katie White                                               | The Ting Tings                  | 5:11     |  |
| 8.    | «Hot n Cold»                                               | Katy Perry, Lukasz Gottwald, Max Martin                                      | Katy Perry                      | 3:40     |  |
| 9.    | «Blow»                                                     | Kesha, Klas Åhlund, Lukasz Gottwald, Allan Grigg, Benjamin Levin, Max Martin | Ke$ha                           | 3:40     |  |
| 10.   | «Shakespeare» (Acoustic Mix)                               | Jason Brett Levine, Susan Florea Cagle                                       | Miranda Cosgrove                | 3:40     |  |
| 11.   | «I Will Be»                                                | Lukasz Gottwald, Avril Lavigne, Max Martin                                   | Leona Lewis                     | 3:59     |  |
| 12.   | «I'm Not Gonna Teach Your Boyfriend How to Dance with You» | Black Kids                                                                   | Black Kids                      | 3:38     |  |
| 13.   | «Leave It All to Me» (Billboard Remix)                     | Michael Corcoran                                                             | Miranda Cosgrove con Drake Bell | 3:28     |  |
| 47:57 |                                                            |                                                                              |                                 |          |  |

## Charts
| Chart (2012)                             | Peak position |
| ---------------------------------------- | ------------- |
| Estados Unidos (Billboard 200)           | 157           |
| Estados Unidos US Kid Albums (Billboard) | 3             |
| Estados Unidos (Soundtrack Albums)       | 6             |